# Елизаров, Михаил Юрьевич
Михаи́л Ю́рьевич Елиза́ров (род. 28 января 1973, Ивано-Франковск) — писатель и автор-исполнитель. Лауреат литературных премий «Русский Букер» (за роман «Библиотекарь»), «Национальный бестселлер» (за роман «Земля») и Григорьевской поэтической премии. Инженер-исследователь лаборатории «Современная алгебра и приложения» Санкт-Петербургского государственного университета.

## Биография
Окончил музыкальную школу по классу оперного вокала. В 1996 году окончил филологический факультет Харьковского университета. Во время учёбы в университете отслужил в армии.
В 2001—2003 годах жил в Ганновере, где учился в киношколе на телережиссёра. В 2003—2007 годах жил и работал в Берлине. С 2007 года живёт в Москве.
В 2010 году создал музыкальный проект.
В 2001 году в издательстве Ad Marginem вышел сборник «Ногти», привлёкший внимание к писателю. В сборник вошли 24 рассказа и одноимённая повесть, главными героями которой являются два воспитанника интерната для слабоумных детей. По словам автора, рассказы из сборника он писал с девятнадцати до двадцати семи лет. Повесть попала в шорт-лист литературной премии Андрея Белого, Лев Данилкин в журнале «Афиша» отнёс сборник к лучшему дебюту года.
В 2003 году вышел роман «Pasternak», который формально может быть отнесён к жанру «городского» фэнтези и представляет собой сатиру на либеральные ценности, высмеивающую идею некой абстрактной «духовности», не имеющей привязки к ясно обозначенным мировоззренческим позициям: «В определённый момент явился спрос на книги, воспроизводящие „духовные ценности“… Сами „духовные ценности“ оказались с секретом. Вначале они были очень похожи на христианские. Потом само же общество переименовало их в более гуманные, „общечеловеческие“, причём процентная духовность от этого ничуть не уменьшилась. Наоборот, добыча её возрастала с каждым годом, но только сами ценности видоизменялись до того, что откровенно противоречили христианской традиции. Но подступиться к ним с критикой уже было проблематично…». Поэт Борис Пастернак, имя которого, по мнению Елизарова, «с религиозным экстазом произносилось либеральной интеллигенцией», представлен символом либеральных ценностей, в образе демона, «отравляющего» сознание интеллигенции своими произведениями. Он пытается уничтожить главных героев и приблизить царство Антихриста. Главных героев в романе два. Один православный священник, второй — язычник, в детстве перенявший от деда «традиционные славянские представления» о мироздании. Эти представления в романе не называются «язычеством», язычеством в книге именнуются популярные эзотерические идеи и ложно понятая духовность. «Поклонение тому, что не Бог, и есть язычество. Художественная литература стала новой религией, и поэт, её пророк, прославил не Бога, а божка… Люди предпочли подлинному Евангелию писательскую романную или стихотворную весть…». Главные герои объединяют свои усилия в борьбе с этим «современным язычеством» и демоном Pasternak’ом. Нетипичной для российской литературы является ситуация, что православие изображено не как антитеза восточнославянской дохристианской религии, а его естественным союзником. В романе присутствуют отдельные неоязыческие мотивы: идея порчи языка, забвения истинного смысла слов, понятия «явь» и «навь», происходящие из «Велесовой книги», трактуемые как мир живых и мир мёртвых, боги, изобретённые неоязыческими авторами (наряду с именами, зафиксированными историческими источникам), и др. В то же время используются некоторые этнографически достоверные источники.
Роман «Pasternak» получил неоднозначные оценки. Часть критиков назвала книгу «трэшем», «тошнотворным романом». Литературовед Алла Латынина писала, что у романа «незатейливый, вполне масскультовский сюжет». Журнал «Континент» в обзоре литературной критики писал, что «когда коричневый цвет входит в моду, появляются его поклонники и в литературных кругах», называя автора «НГ-Ex libris» Льва Пирогова, положительно отозвавшегося о романе, «идеологом нацистского толка». При этом, отмечал журнал, лейтмотивом критики сезона были «кризис либеральных ценностей, выход на арену врагов свободы».
Критик Владимир Бондаренко в газете «Завтра» высоко оценил роман: «Вот уж где явил себя в полном блеске необузданный русский реванш, как ответ на все унижения и оскорбления русской нации, русского характера, русской веры и русской мечты… Сквозь весь набор авангардных литературных приёмов, сквозь филологичность текста и густую эрудицию молодого писателя, не уступающую ни Умберто Эко, ни Милораду Павичу, идёт яростная защита незыблемых вековых духовных ценностей русского народа». Лев Данилкин назвал роман «православным философским боевиком». Как сказал сам Елизаров, Пастернак ему никогда не нравился: «Человек талантливый, но какие-то отвратительные поэтические принципы плюс такие же человеческие качества. Смотрю дальше — а там целый айсберг, за которым стоит поганая либеральная гнусь».
В 2007 году был опубликован роман Елизарова «Библиотекарь», включённый в лонг-лист премии «Русский Букер». Главный герой романа узнаёт, что несколько книг забытого советского писателя обладают мистическими свойствами, и различные группы читателей ведут за них ожесточённую борьбу. Как отмечалось в журнале «Знамя», «проза Михаила Елизарова, похоже, эволюционирует подобно прозе Владимира Сорокина: от скандальной эпатажности к интеллектуально насыщенной беллетристике».
В декабре 2008 года роман стал лауреатом «Русского Букера».
Галина Юзефович написала: «творчество молодого харьковско-немецко-московского литератора едва ли способно стать объектом искренней народной любви или хотя бы массового интереса. Вялый сюжет, вымученный, немузыкальный стиль и, главное, ощущение катастрофической вторичности по отношению к прозе Владимира Сорокина дополняется в случае „Библиотекаря“ ещё и полнейшей идеологической невнятицей». В 2023 году в интернет-кинотеатрах вышел сериал режиссёра Игоря Твердохлебова по мотивам романа с Никитой Ефремовым в главной роли.
В 2019 году издан роман «Земля», посвящённый «философии русской смерти». Книга получила полярные отзывы со стороны критиков и стала лауреатом премии «Национальный бестселлер». В 2025 году издан роман «Юдоль». Елизаров описал книгу так — «„Юдоль“ — не роман, а „реквием-водевиль“, дань памяти советскому детскому кинематографу, его самобытному киноязыку, волшебство которого я попытался применить в создании литературного произведения о русской обыденности»".
Свой музыкальный жанр Елизаров назвал «бард-панк-шансоном»:
«Что это такое, я и сам толком не понимаю. Во главе — текст, и его сопровождает простой, легко запоминающийся мотив. И всем вместе должно быть весело. Тут речь ни в коем случае не идёт о юморе. Я пытаюсь вытащить потустороннюю изнанку веселья».

### Общественная позиция
В 2014 году поддержал сепаратистов Донбасса.

## Премии и награды
- 2001 — финалист премии Андрея Белого за сборник рассказов «Ногти»[29]
- 2008 — лауреат премии «Русский букер» за роман «Библиотекарь»
- 2011 — финалист премии «Национальный бестселлер» за роман «Мультики»[30]
- 2014 — лауреат премии «НОС» в номинации «Приз читательских симпатий» за сборник рассказов «Мы вышли покурить на 17 лет»[31]
- 2020 — лауреат премии «Национальный бестселлер» за роман «Земля»[32]
- 2020 — победитель LiveLib в номинации «Русская проза» за роман «Земля»[33]
- 2020 — лауреат премии «Большая книга» в номинации «Приз читательских симпатий» за роман «Земля»[34]
- 2020 — лауреат Григорьевской поэтической премии[35]

## Экранизация
В июле 2022 года начались съёмки сериала режиссёра Игоря Твердохлебова по мотивам романа «Библиотекарь» с Никитой Ефремовым в главной роли.
Телевизионная премьера сериала состоялась 27 августа 2023 года на канале РЕН-ТВ.

## Дискография
- 2010 — Добрый маньяк (Берлинский концерт)
- 2010 — Notebook
- 2011 — Зла не хватает
- 2011 — Про козла
- 2012 — Запощщу
- 2012 — Мы вышли покурить на 17 лет
- 2013 — Дом и краски
- 2014 — Жалобная книга
- 2015 — Рагнарёк
- 2017 — В светлом ахуе
- 2018 — Солдатский гранж
- 2020 — Сектантский альбом
- 2022 — Кузина смерть
- 2024 — Господин Главный Ветер